# Malten (Erdöl)
Malten ist derjenige Bestandteil des Erdöls, der bei Temperaturen zwischen 18 °C und 28 °C in einer 30-fach mit dem unpolaren Lösungsmittel n-Heptan verdünnten Rohölprobe gelöst werden kann. Die Bestandteile des Maltens sind aliphatische Kohlenwasserstoffe, aromatische Kohlenwasserstoffe und Harze. Die unlöslichen Bestandteile werden als Asphaltene bezeichnet.